# Johann Heinrich Evers (Politiker, 1855)

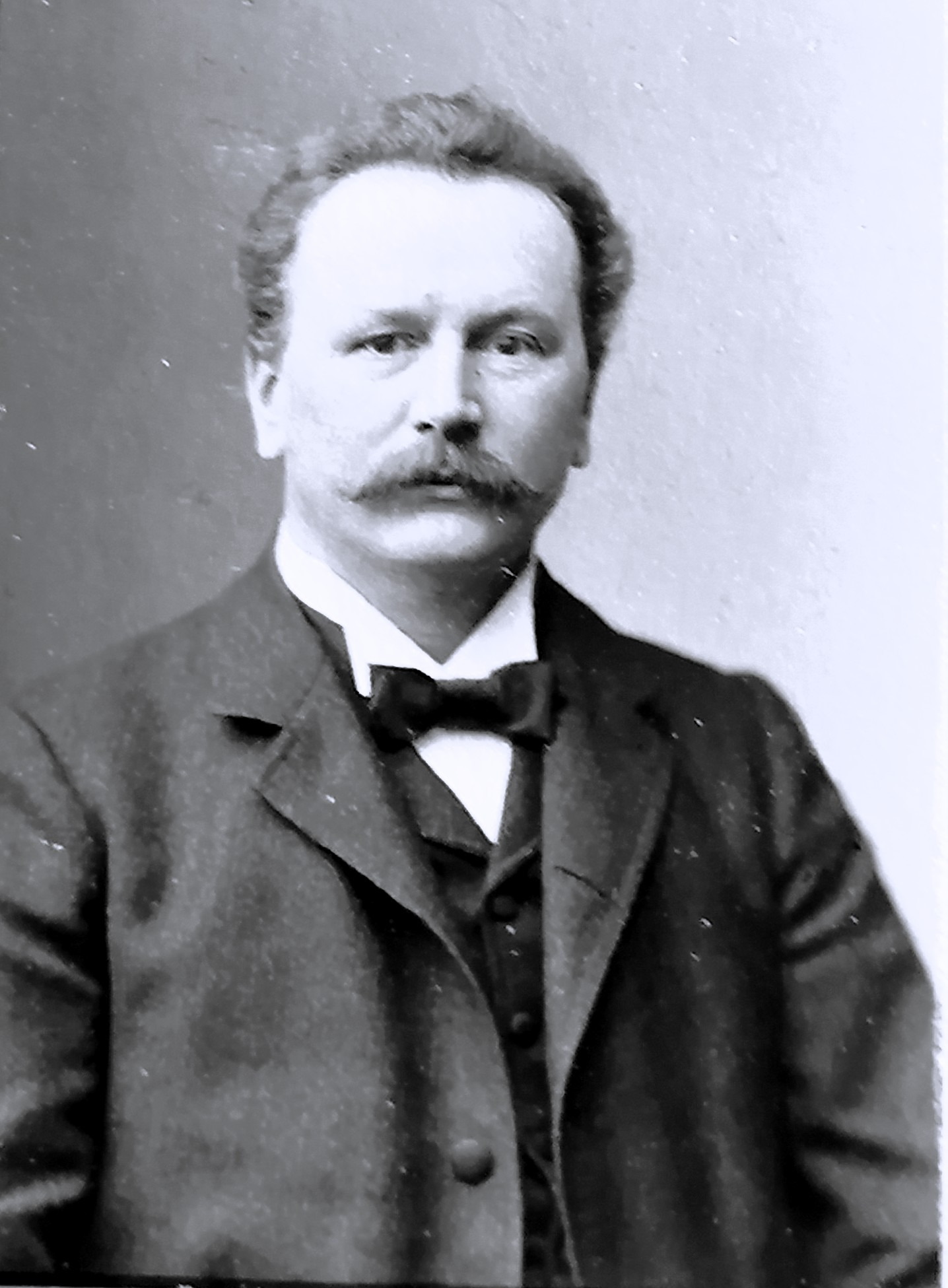
Erwählter Senator 1903

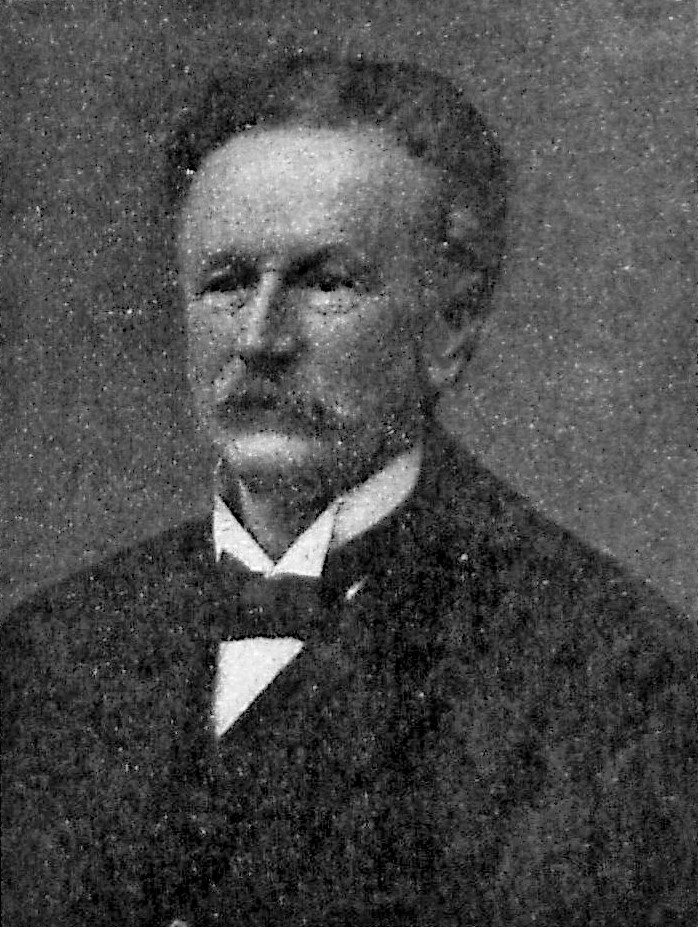
Senator Heinrich Evers

Tuchhandlung Evers (1889 abgerissen)

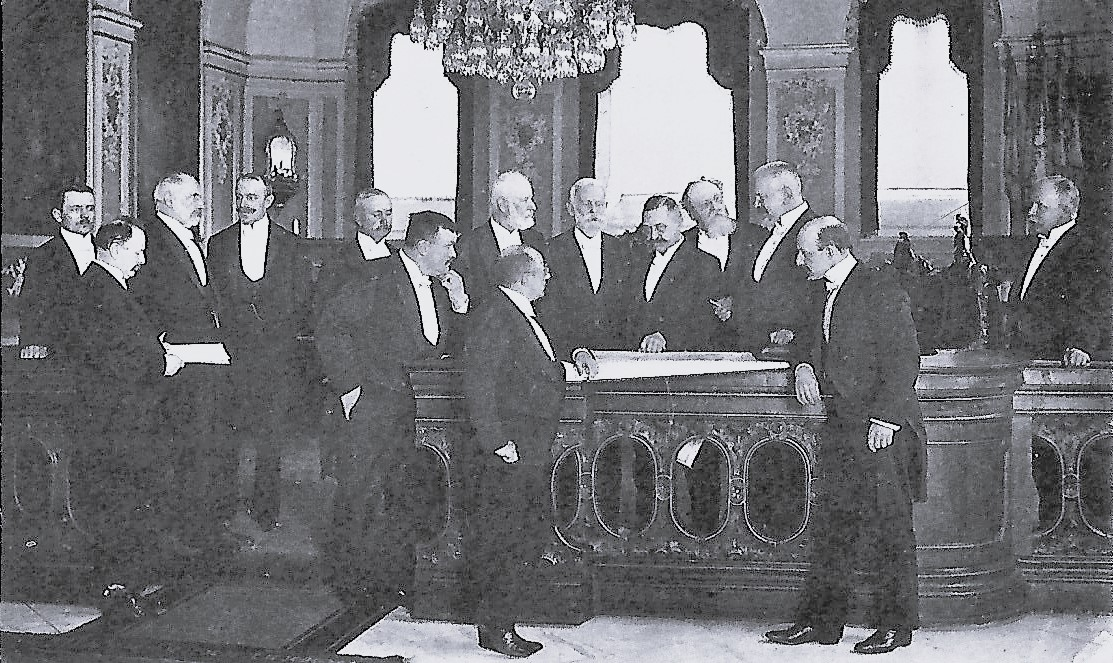
Vor Beginn einer Lübeckischen Senatssitzung um 1914

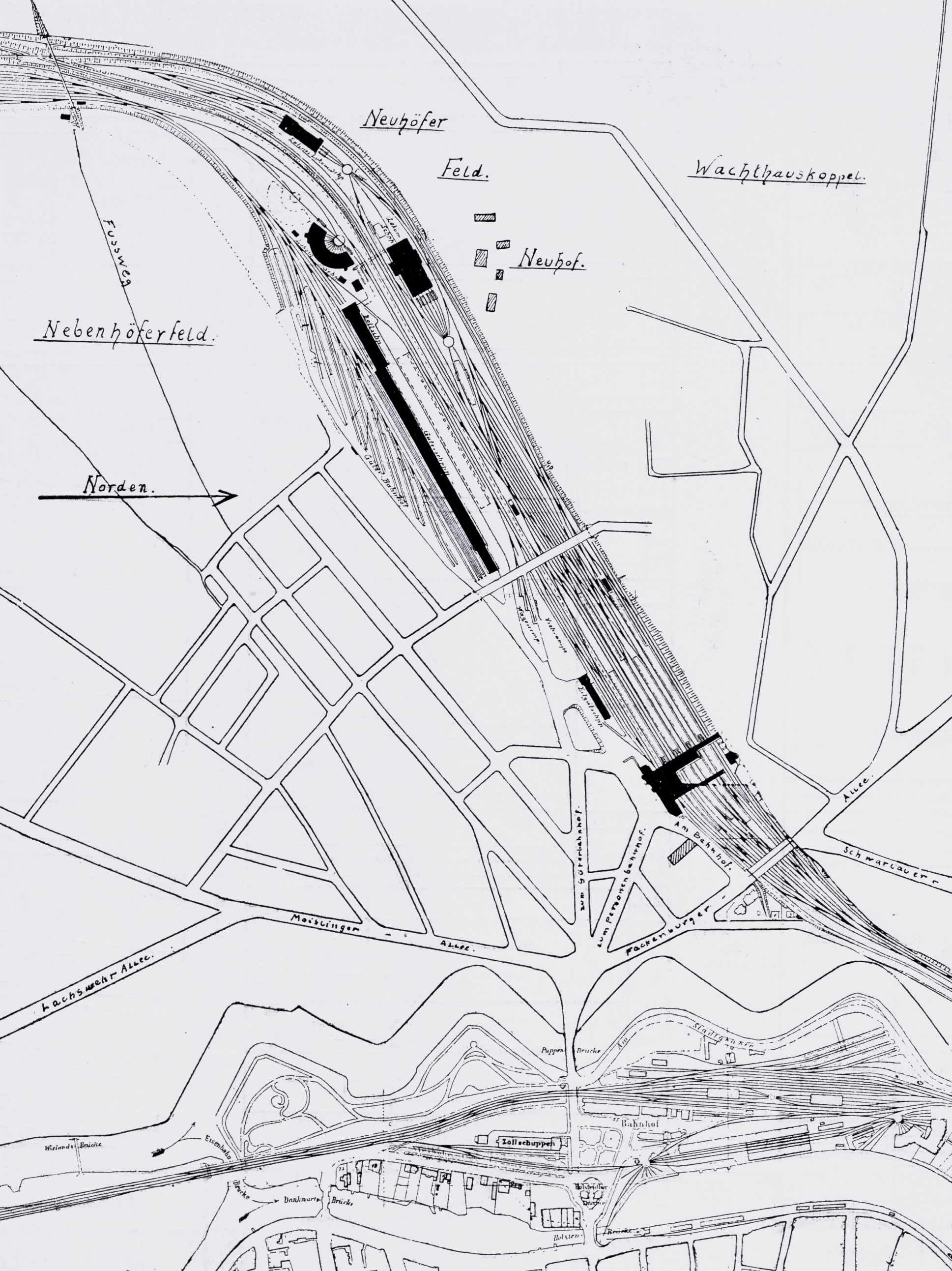
Lageplan der Anlagen (1908)

Johann Heinrich Evers (* 30. Dezember 1855 in Lübeck; † 22. Juli 1926 ebenda) war ein Lübecker Kaufmann und Senator.

## Leben

### Herkunft
Heinrich Evers wurde als Sohn einer seit über 300 Jahren in Lübeck ansässigen Familie geboren. Sein Vater war ein angesehenes Mitglied der damaligen „Gewandschneider-Compagnie“. Sein Vater und sein Großvater, er gründete 1817 die seinem Enkel gehörende Tuchhandlung J. H. Evers.
Der Senior Johannes Evers war sein jüngerer Bruder.

### Laufbahn
Als sich Heinrich Evers 1881 gerade zur Erweiterung seiner Kenntnisse im Ausland befand, verstarb unerwartet sein Vater. Mit ihm wurde die dritte Generation an die Spitze der Tuchhandlung an der Ecke Wahmstraße  und Breite Straße berufen.
Nach der Rückkehr des 26-Jährigen in seine Heimatstadt wurde er im öffentlichen Leben, u. a. an der Spitze der Lübecker Turnerschaft, tätig.
Evers wurde 1889 in die Lübecker Bürgerschaft gewählt und erarbeitete sich hier durch seine große Sachlichkeit und umfangreichen Kenntnisse eine einflussreiche Stellung. Wiederholt berief man ihn in den Bürgerausschuss und in das Präsidium der Bürgerschaft. 1893 wurde er Mitglied des Vorstandes der Kaufmannschaft zu Lübeck. Neben der Handelskammer wirkte er auch in anderen kaufmännischen und Wohlfahrtskörperschaften. So tat er dies unter anderem besonders erfolgreich in den Kirchenvorständen von St. Petri und dem Dom.
Am 29. April 1896 referierte Evers auf der Versammlung des Vaterstädtischen Vereins zu der einst von Walther Brecht, Direktor der Lübeck-Büchener Eisenbahngesellschaft, angestoßenen Bahnhofsfrage. Von den hierzu angedachten Projekten kamen nur zwei in Betracht:
1. das sogenannte Rethteichjrojekt sollte jedoch keine Kopfstation in der Nähe des Lindenplatzes, sondern eine Durchgangsstation in der Nähe des Schützenhofes erhalten
2. eine Hochlegung der Bahn auf die Wallhalbinsel, wobei der Personenbahnhof nach der Bastion Katze käme, während der Güterbahnhof an seiner gegenwärtigen Stelle verbliebe

Im Jahre 1903 wählte Evers die Bürgerschaft zu deren Wortführer, bevor er am 3. April 1903 in den Lübecker Senat erwählt wurde. Hier hatte er als eines der meistbeschäftigten Senatsmitglieder 23 Jahre in der höchsten Staatskörperschaft gewirkt. Das Hauptgebiet seiner Tätigkeit lag bei der Finanzbehörde, bei der Armen- und der Stiftungsbehörde, sowie bei der Baubehörde. Daneben wirkte er führend in Finanzfragen des Kirchenrates, bei der Beamtenkommission des Senates, der Senatskommission für Handel und Schifffahrt, der Behörde für Travemünde, der Rechnungsbehörde und weiteren zahlreichen Körperschaften des Öffentlichen Lebens. Außerdem war er Mitglied der Lübecker Freimaurerloge Zur Weltkugel.
Seit 1925 war er von Krankheiten heimgesucht genötigt, seine öffentliche Tätigkeit einzuschränken. So sah die Stadt den Rücktritt eines ihrer besten Senatsmitglieder, „besonders in der Zeit der auseinanderbrechenden Volksgemeinschaft“, am 1. Juni 1926 mit großem Bedauern.